# هانس فون اویلر شلپین
هانس کارل اگوست سیمون فون اویلر شلپین (به سوئدی: Hans Karl August Simon von Euler-Chelpin) ‏(۱۵ فوریه ۱۸۷۳–۶ نوامبر ۱۹۶۴)، بیوشیمیست متولد آلمان هست که بعدها به سوئد مهاجرت کرد و شهروند این کشور شد. او در سال ۱۹۲۹ برای تحقیقات در عرصه تخمیر قند و آنزیمهای تخمیرکننده موفق به دریافت جایزه نوبل شیمی شد. او استاد شیمی عمومی و آلی در دانشگاه استکهلم ۱۹۰۶–۱۹۴۱ و مدیر مؤسسه خود در زمینه تحقیقات شیمی آلی ۱۹۳۸–۱۹۴۸ بود.